# Ryosuke Ishikawa
Ryosuke Ishikawa (japanisch 石川良輔 Ishikawa Ryosuke; * 3. Januar 1931 in Kyōto) ist ein japanischer Entomologe. Er war an frühen Forschungen zur Taxonomie der Hautflügler beteiligt und leistete schließlich Pionierarbeit bei der Erforschung der Artbildung der Carabinae (Unterfamilie der Laufkäfer).

## Leben und Wirken
Ryosuke Ishikawa war Absolvent der Fakultät für Biologie der Fakultät für Naturwissenschaften an der Staatlichen Universität Yokohama. Sein Doktoratsstudium schloss er an der Fakultät für Agrarwissenschaft, Abteilung für Entomologie an der Universität Kyūshū ab. Mit seiner Doktorarbeit „Studie der Familie der Rollwespen Japans“ schloss er 1971 ein Studium mit dem Doktor der Naturwissenschaften an der Universität Hokkaidō ab. Er war Forscher am Nationalmuseum der Naturwissenschaften und Professor der Fakultät für Naturwissenschaften an der Tokyo Metropolitan University. Seit 1995 ist Ryosuke Ishikawa als emeritierter Professor im Ruhestand.

## Veröffentlichungen
- R. Ishikawa:『オサムシを分ける錠と鍵』(dt. "Bestimmungschlüssel zur Unterscheidung der Laufkäfer"). Yasaka Shobō, Tokio 1991.[3] Kaufen auf amazon.de
- R. Ishikawa:『うちのカメ オサムシの先生カメと暮らす』(dt. "Meine Schildkröte: Leben mit der Schildkröte, der Lehrerin des Laufkäfers"). Yasaka Shobō, Tokio 1994.[4] Kaufen auf amazon.de
- R. Ishikawa:『昆虫の誕生 一千万種への進化と分化』(dt. "Die Geburt der Insekten, Evolution und Differenzierung in 10 Millionen Arten"). Chūō Kōronsha, Tokio 1996.[5] Kaufen auf amazon.de

### Als Co-Autor
- R. Ishikawa, Takehiko Nakane, Junichi Aoki:『標準原色図鑑全集 第2巻 昆虫』(dt. "Das farb-illustrierte Standard Buch der Insekten, Band 2"). Hoikusha, Osaka 1966.[6] Kaufen auf amazon.co.jp
- R. Ishikawa, Kunio Iwatsuki, Shunsuke Mawatari:『節足動物の多様性と系統』(dt. "Vielfalt und Abstammung der Gliederfüßer"). Shōkabō, Tokio 2008.[7] Kaufen auf amazon.de

### Als Aufsicht
- Sue Hubbell:『虫たちの謎めく生態 女性ナチュラリストによる新昆虫学』, (dt. "Die geheimnisvolle Ökologie der Insekten: Neue Entomologie von einer Naturforscherin"), jp. übersetzt von Nagiko Nakamura. Hayakawa Shobo, Tokio 1997.[8] Kaufen auf amazon.de